# 萊克休伯特 (明尼蘇達州)
萊克休伯特（英語：Lake Hubert）是位於美國明尼蘇達州克羅溫縣萊克愛德華鎮區的一個非建制地區。

## 歷史
萊克休伯特的郵局於1929年成立，其後於1998年停運。此地得名自附近同名的湖。

## 地理
萊克休伯特所處的海拔為高於海平面367米（即1204英呎），而該地所採用的時區為UTC-6，即北美中部時區（CST）。同時該地設有夏令時間，為UTC-6調快一小時，即UTC-5（CDT）。